# Hemibrycon surinamensis
Hemibrycon surinamensis är en fiskart som beskrevs av Jacques Géry 1962. Hemibrycon surinamensis ingår i släktet Hemibrycon och familjen Characidae. Inga underarter finns listade i Catalogue of Life.